# Какань (громада)
Какань (хорв. і босн. Opština Kakanj, серб. Општина Какањ) — громада у Боснії і Герцеговині, розташована в Зеніцько-Добойському кантоні Федерації Боснії і Герцеговини. Адміністративним центром є місто Какань.
| Боснія і Герцеговина | Це незавершена стаття з географії Боснії і Герцеговини. Ви можете допомогти проєкту, виправивши або дописавши її. |